# ニコラ・バタイユ
ニコラ・バタイユ（Nicolas Bataille、1926年3月14日 - 2008年10月28日）はフランスの演出家・俳優。

## 来歴
1926年、パリで生まれる。ナチス占領下のフランスで演劇を学び、その後オタンララ家の支援を受けて1950年、パリのノクタンビュール座にてウジェーヌ・イヨネスコの不条理劇「禿の女歌手」の初演を演出、自らも出演。1957年には小劇場の名門ユシェット座に場所を移し、現在も上演が続いている。半世紀にわたりイヨネスコの演劇を広く紹介したことで知られている。
ルイ・マル監督と知己を得て「死刑台のエレベーター」（1958年）や「地下鉄のザジ」（1960年）などの映画にも出演している。
知日派としても知られ、日本でも演出家として活躍し1969年に紀伊國屋演劇賞受賞、2001年には勲四等旭日小綬章を受章した。NHKのフランス語会話番組の講師として活躍した時期があり、NHKとフランスのテレビ局による共同制作ドラマ『ビゴーを知っていますか』（1982年）に俳優として出演したこともある。
2008年10月28日、パリにて癌のため死亡（82歳）。

## 演出作品に関して
ユシェット座の日本公演のため来日した時、「アンダーグラウンド蠍座」（当時、映画館新宿文化の地下にあった約80席の小劇場）のプロデューサー葛井欣士郎から依頼され1968年1月、ロマン・ヴェンガルテン作『夏』を演出する。出演は加賀まりこ、山口喬。キャストにこだわるバタイユは、葛井が連れてきた女優に対してことごとく「ノン」を連発したため、キャスティングが難航したが、加賀まりこに会って一目惚れしたと言われている。
最も高い評価を受けた作品にF・T・マリネッティ作「15の未来派の作品」がある。新宿文化で上映終了後に上演されるレイトショー形式の演劇は数多くの名作を生んできたが、その中でも独特の光を放つ珠玉の作品と言っても過言ではない。この作品でもバタイユはベテランから若手まで厳選したキャストを揃えている。